# Aloe comosa
Espèce
Classification APG III (2009)
Aloe comosa est une espèce de plantes à fleurs du genre Aloe et de la famille des Xanthorrhoeaceae originaire du Cap-Oriental en Afrique du Sud.

## Historique
Bien que Aloe comosa ait toujours fait partie du genre Aloe, dans le passé, il a été classé comme faisant partie de deux familles différentes : les aloéacées ou la famille des liliacées. Ce n'est qu'en 2003 que la classification APG II a placé le genre dans la famille des asphodélacées, mais certaines sources classent encore cet aloès dans l'une ou l'autre des anciennes familles.
Il a été découvert dans la vallée de la rivière Olifants en 1905, au nord de la ville de Clanwilliam (d'où son nom commun en anglais "Clanwilliam Aloe").
Le découvreur de Aloe comosa n'est pas connu mais ceux qui ont contribué à sa taxonomie sont deux botanistes allemands, Alwin Berger et Hermann Wilhelm Rudolf Marloth (qui ont aussi nommés d'autres aloe comme l'aloe marlothii), qui se sont spécialisés en botanique sud-africaine et nomenclature des plantes grasses.

## Description
Aloès comosa est un aloès à tige unique qui, dans des conditions favorables, peut atteindre une hauteur de 2 m. Lorsqu'il est en fleur, la hauteur totale peut dépasser 5 m ; la hampe florale peut atteindre 3 m de hauteur, voir plus.
Les feuilles sont grises à bleu-vert. Les bords, et parfois une large partie de la feuille, voir plusieurs feuilles peuvent être rose. Il arrive même de voir des plantes entièrement roses. Elles sont lisses et légèrement recourbées (pliées vers l'arrière). Les bords des feuilles ont de petites épines rouge-brun.
Les feuilles mortes ne tombent pas et pendent le long du tronc, ce qui le protège du froid et du soleil,. Une étude tend à prouver que ce phénomène qui se produit sur différent aloès arborescents les protègerait des feux naturels.

## Floraison
La floraison a lieu pendant les mois d'été en Afrique du Sud de décembre à mars.
Les inflorescences sont dressées et très grandes : elles peuvent atteindre 3 mètres de haut. C'est l'une de floraisons les plus grandes parmi les aloes. Si généralement une seule hampe florale est produite, il peut arriver qu'il y en ait jusqu'à 5 .
Les fleurs encore fermées sont de couleur rouge, (mais les plus basses sur la hampe sont blanches). Elles prennent une couleur rose terne ou blanchâtre en cours de floraison,.

## Répartition et écologie
L'air de répartition de Aloe comosa est limité à la zone des pluies hivernales d'Afrique du Sud. Il n'est présent que dans une petite partie de la partie nord-ouest du Cap-Occidental : juste au nord de la ville de Clanwilliam et dans des crevasses rocheuses abritées ("kloof" en Afrikaans), en  bordure du biome de Karoo près de la ville de Ceres.
Il peut résister à des températures élevées, (40 °C) et supporter de légères gelées (-1 °C)(Zone de rusticité USDA 9 à 11).
Aloès comosa est classé comme rare dans son habitat naturel. Les raisons sont principalement la destruction de l'habitat par des pratiques agricoles agressives, une distribution limitée et la collecte illégale de la plantes à des fins horticoles.

## Utilisation et culture
Comme la plupart des aloes, cette plante préfère un sol sableux drainant, évitant l'accumulation d'humidité qui la ferait pourrir. Elle aime le plein soleil.
C'est une plante qui pousse facilement en pot et ne demande pas beaucoup d'entretien. Elle pousse relativement vite, et à besoin d'espace pour se developper facilement. Elle est donc à réserver aux jardins spacieux pour être bien mise en valeur.
Il est préférable de ne la planter que dans des zones ne présentant pas de risque de températures négatives.
Sa floraison de grande taille en fait un sujet remarquable dans un jardin ou un parc.

### Littérature
- Reynolds, G.W. 1950. The aloes of South Africa. Cape Times, Parow, Cape Town.
- Smith, G.F. & Van Wyk, B-E. 1996. Guide to aloes of South Africa. Briza Publications, Pretoria.